# Ан Радклиф
Ан Радклиф (на английски: Ann Radcliffe) (по баща Уорд, 9 юли 1764 – 7 февруари 1823) е английска писателка и авторка на готически романи.
Стилът ѝ е романтичен, наситен с ярки описания на пейзажи и подробни дълги пътувания, но готическият елемент се изявява чрез използването ѝ на фантастичното. В романите си Радклиф разяснява готическия елемент, обяснява привидно необяснимото, и по този начин печели уважението на публиката към жанра и спомага неговата популярност през 90-те години на ХVІІІ в.

## Биография
Много малко се знае за живота на Радклиф. През 1823 г., годината на нейната смърт, Единбург Ривю публикува следната дописка: „Тя нито се показаше широко в обществото, нито участваше в тесните кръгове на елита, а стоеше встрани, както мъничка птичка, която пее самотните си ноти, загърната в клоните и скрита от погледа.“ Кристина Росети прави опит да състави биография, но се отказва поради липса на информация.
Доколкото е известно, не съществуват портрети на Радклиф. Според Рут Фейсър „Радклиф е описвана с елегантни пропорции, доста ниска на ръст, с красиви черти и излъчване, особено очите, веждите и устата“.
Ан Радклиф е родена в Холбърн, Лондон на 9 юли 1764 г. в семейството на Уилям Уорд и Ан Оутс. Бащата е собственик на галантерия, по-късно държи магазин за порцелани в Бат. През 1878 г. Ан Уорд се омъжва за завършилия Оксфорд журналист Уилям Радклиф, съсобственик и редактор на вестника Инглиш Кроникъл. Тъй като съпругът ѝ често отсъства, Радклиф започва да пише в свободното си време. Бракът им е бездетен, но щастлив. Ан нарича съпруга си „най-близък роднина и приятел“. Приходите от романите ѝ им позволяват да пътуват често. След смъртта ѝ на 7 февруари 1823 г. се появяват спекулации, че е била невменяема, но съпругът ѝ до последно твърди, че е починала от астматичен пристъп.

## Творчество
Основна характеристика на творчеството на Радклиф е, че всяко свръхестествено явление получава своето рационално обяснение. В произведенията ѝ се утвърждават традиционният морал, защитават се правата на жените и рационалността побеждава.
Радклиф публикува шест романа:
- Замъците Атлин и Дънбейн (The Castles of Athlin and Dunbayne), 1789.
- Сицилиански романс (A Sicilian Romance), 1790.
- Романс за гората (The Romance of the Forest), 1791.
- Потайностите на Удолфо (The Mysteries of Udolpho) 1794.
- Италианецът (The Italian), 1797.
- Гастон де Блондвил (Gaston de Blondeville), 1826.

Публикува и том със стихове, но поезията ѝ отстъпва на прозата. След пътуването си из Европа пише пътеписа: „Пътешествие през 1794 г. из Холандия и западните покрайнини на Германия, към което са добавени наблюдения от обиколка на Езерата през 1795 г.“
Радклиф е считана за основателка на готическия роман. Въпреки че и други са писали подобна литература преди нея, Радклиф легитимира жанра. Сър Уолтър Скот я нарича „основателка на школа“. Потайностите на Удолфо е обект на пародия в Абатството Нортангър на Джейн Остин. Радклиф не одобрява посоката на развитие на жанра и пише последната си творба, Италианецът, в отговор на Монахът на Матю Грегъри Луис. Предполага се, че неодобрението ѝ е причина да спре да пише. След смъртта ѝ съпругът ѝ публикува недовършената творба „За фантастичното в поезията“ (On the Supernatural in Poetry), в която разграничава целта на нейните творби (terror, страх) с това на творбите на Луис (horror, хорър, ужас).
Радклиф оказва силно влияние върху редица по-късни автори, вкл. Маркиз дьо Сад, Едгар Алън По и сър Уолтър Скот. Подобно на нея Скот включва много поеми в прозата си, а по неин адрес заявява: „поезията ѝ е проза, а прозата ѝ – поезия. Тя всъщност беше наративен поет, и в добрия, и в лошия смисъл на думата. Романтичните пейзажи и обстановката са най-доброто в книгите ѝ; персонажите са двуизмерни, сюжетите невероятни и нереалистични с многословни обяснения и почти никакъв резултат“.

## Връзки с други изкуства
Подробните пейзажни описания на Радклиф са повлияни от художниците Клод Лорейн и Салватор Роса. Радклиф често пише за места, които не е посещавала. Влиянието на Лорейн се забелязва в склонността ѝ да прави художествени, романтични описания на географски места, подобни на тези в първия том на Потайностите на Удолфо.

## В популярната култура
Рядклиф е главната героиня в романа Градът на вампирите (La Ville Vampire) на Пол Февал.
Във филма Да станеш Джейн (Becoming Jane) Радклиф среща младата Джейн Остин и я окуражава да започне творческа кариера. Подобна среща в действителност не се е състояла, но влиянието на Радклиф над Остин е документирано.
В романа Белинда от Мария Еджуърт Лейди Делакур отбелязва по адрес на писмата на Кларънс Харви: „Ето, любов моя, ако харесваш описания… Това тук е радклифска обиколка по живописните брегове на Дорсет и Девъншър“.
Пред 1996 г. излиза биография на Радклиф от Дебора Роджърс. ISBN 978-0-313-28379-6

## Избрани творби
На английски:
- The Castles of Athlin and Dunbayne (1 volume), 1789, ISBN 0-19-282357-4.
- A Sicilian Romance (2 vols.) 1790, ISBN 0-19-283666-8.
- The Romance of the Forest (3 vols.) 1791, ISBN 0-19-283713-3.
- The Mysteries of Udolpho (4 vols.) 1794, ISBN 0-19-282523-2.
- The Italian (3 vols.) 1797, ISBN 0-14-043754-1.
- Gaston de Blondeville (4 vols.) 1826, преиздадена 2006, ISBN 0-9777841-0-X.

## Влияние върху други автори
- Джейн Остин
- Уилям Текери
- сър Уолтър Скот
- Уилям Уърдсуърт
- Оноре дьо Балзак – романът L'Héritière de Birague (Наследницата от Бираг, 1822) е пародия в стила на Радклиф[4]
- Самюъл Тейлър Колридж
- Мери Шели
- Пърси Биш Шели
- Джон Кийтс
- Джордж Байрон
- Едгар Алън По – разказът Овалният портрет заимства от Потайностите на Удолфо и споменава Радклиф в увода си.
- Шарлот Бронте – Джейн Еър (1847)
- Емили Бронте – Брулени хълмове (1847)
- Чарлз Дикенс – Малката Дорит (1855 – 7)
- Уилки Колинс – Жената в бяло (1860)
- Дафни дю Морие – Ребека (1938)
- Витолд Гомбрович – Обзет („Opętani“, 1939)
- Хенри Джеймс – в Примката на призрака (The Turn of the Screw, 1898) гувернантката пита дали има „нещо скрито в Блай, като потайностите на Удолфо“.